# Campionati cechi di ski cross 2023
I Campionati cechi di ski cross 2023 si sono svolti a Dolni Morava il 21 marzo. Il programma ha incluso sia la gara femminile che la gara maschile. 
Trattandosi di competizioni valide anche ai fini del punteggio FIS, vi hanno partecipato anche sciatori di altre federazioni, senza che questo consentisse loro di concorrere al titolo nazionale ceco.

## Risultati

### Uomini
| Pos. | Atleta         | Nazione   |
| ---- | -------------- | --------- |
| 1    | Josef Petrek   | Rep. Ceca |
| 2    | Jiri Cech      | Rep. Ceca |
| 3    | Jakub Lomsky   | Rep. Ceca |
| 4    | Tomáš Matoušek | Rep. Ceca |

### Donne
| Pos. | Atleta          | Nazione     |
| ---- | --------------- | ----------- |
| 1    | Diana Cholenská | Rep. Ceca   |
| 2    | Alannah Lawrie  | Regno Unito |
| 3    | Zuzana Hnyková  | Rep. Ceca   |
| 4    | Eliška Česáková | Rep. Ceca   |